# Franco Castellano
Pour les articles homonymes, voir Castellano.
Franco Castellano, né le 20 juin 1925 à Rome et mort le 28 décembre 1999  dans la même ville, est un scénariste et réalisateur italien. Il est notamment connu pour ses réalisations et travaux avec Giuseppe Moccia,.

## Biographie
Il a pour fils le réalisateur, scénariste Lorenzo Castellano (it) .

## Filmographie partielle

### Comme scénariste
- 1960 : Ces sacrées Romaines de Giorgio Simonelli
- 1961 : 5 marines per 100 ragazze de Mario Mattoli
- 1963 : Les Heures de l'amour de Luciano Salce
- 1963 : Objectif jupons (Obiettivo ragazze) de Mario Mattoli
- 1965 : Deux bidasses et le général de Luigi Scattini
- 1965 : Le sedicenni de Luigi Petrini
- 1966 : L'Espion qui venait du surgelé de Mario Bava
- 1966 : Comment j'ai appris à aimer les femmes de Luciano Salce
- 1976 : La Grande Bagarre de Pasquale Festa Campanile
- 1976 : Il signor Robinson, mostruosa storia d'amore e d'avventure de Sergio Corbucci
- 1977 : Tre tigri contro tre tigri de Sergio Corbucci et Steno

### Comme réalisateur
- 1979 : Week-end à l'italienne (sketch Venerdi)
- 1980 : Le Vieux garçon coréalisé avec Giuseppe Moccia
- 1981 : Asso coréalisé avec Giuseppe Moccia
- 1984 : Il ragazzo di campagna coréalisé avec Giuseppe Moccia
- 1986 : Grandi magazzini coréalisé avec Giuseppe Moccia